# عبير فاروق
عبير فاروق ممثلة مصرية ولدت في محافظة القاهرة بدأت العمل الفني سنة 1997م من خلال دورها في المسلسل الشهير يوميات ونيس في دور إصلاح استمرت بالتمثيل مع الفنان محمد صبحي حتى أصبحت واحدة من أفراد فرقته المسرحية و التلفزيونية أيضا ، شاركت عبير فاروق في أعمال مسرحية عديدة منها مسرحية كارمن و سكة السلامة و مسرحية لعبة الست . شاركت في المسلسلات منها هربانة منها – كفر دلهاب – ولاد تسعة – الزيبق – ظل الرئيس – كابتن أنوش – راجل و ست ستات – عيون القلب – أبو البنات – المغني – بنات سوبر مان – سرايا عابدين – الدجال – سيرة الحب – أنا عشقت – في غمضة عين – البحر و العطاشة.

## أدوار

### مسلسلات
| - نص الشعب اسمه محمد:2025 - ورا كل باب ج 2 :2021 - كابتن أنوش:2017 - ظل الرئيس:2017- الهام صديقة ناهد - الزيبق:2017 - مدام ماجي - ولاد تسعة:2017 - كفر دلهاب:2017 - فنار خادمة نوال - هربانة منها:2017 - طاقة القدر:2017 - الحرباية:2017 - 7 أرواح:2016 - والدة ياسمين | - الخانكة:2016 - أمل صديقة هايدي - بنات سوبرمان:2016 - والدة أية جمال بالتبني - المغني:2016 - أبو البنات:2016 - الميزان:2016 - سحر أم رانيا - عيون القلب:2015 - راجل وست ستات:(ج9) 2015 - سيت كوم - يا أنا يا إنتي:2015 - الصعلوك:2015 - إستيفا:2015 | - ذهاب وعودة:2015 - ام دينا - الحكر:2014 - أنا عشقت:2014 - سيرة حب:2014 - قلوب:2014 - أم جان - الدجال:2014 - سرايا عابدين (ج1، 2):2014، 2015 - اسمهان - نقطة ضعف:2013 - نكدب لو قلنا ما بنحبش:2013 - ألف سلامة:2013 | - سلسال الدم: (ج1) 2013 - في غمضة عين:2013 - البحر والعطشانة:2012 - صفحات شبابية: (ايد واحدة + شباب الفيس بوك) 2011 - بدر وبدرية:2010 - سيت كوم - أنا قلبي دليلي:2009 - قصاقيص ورق:2005 - ملح الأرض:2004 - العمة نور:2003 - يوميات ونيس: (ج4، 5) 1997، 1998 - اصلاح |

### أخرى
| - يوم من الأيام:2017 - فيلم - أم نشوى - من 30 سنة:2016 - فيلم - لعبة الست:2000 - مسرحية - كارمن:2000 - مسرحية - مشيرة | - سكة السلامة 2000:2000 - مسرحية - الزوجة الخائنة - عائلة ونيس:1997 - مسرحية - معتزة. - خطوات الشيطان 2:2014 - برنامج - طبيبة النساء |

## روابط خارجية
- عبير فاروق على موقع الدهليز
- عبير فاروق على موقع قاعدة بيانات الأفلام العربية